# Saison 2017-2018 du Liverpool FC
Maillots
Chronologie
Saison précédente Saison suivante
La saison 2017-2018 du Liverpool Football Club est la vingt-sixième saison du club en Premier League, premier niveau hiérarchique du football anglais, depuis sa fondation en 1992.
Le club est engagé cette saison-là en Premier League, en Coupe d'Angleterre, Coupe de la Ligue anglaise et en Ligue des champions. Il retrouve la plus prestigieuse des compétitions européennes trois ans après sa dernière participation.

## Joueurs et staff

### Équipe première
Le premier tableau liste l'effectif professionnel du Liverpool FC pour la saison 2017-2018. Le second recense les prêts effectués par le club lors de cette même saison.

### Nouveaux Contrats
| Nom                    | Nationalité | Position          | Durée Contrat | Fin Contrat |
| ---------------------- | ----------- | ----------------- | ------------- | ----------- |
| Trent Alexander-Arnold | Angleterre  | Défenseur         | 4 ans         | 2021        |
| Shamal George          | Angleterre  | Gardien de but    | 5 ans         | 2022        |
| Ryan Kent              | Angleterre  | Milieu de terrain | 5 ans         | 2022        |

## Transferts et Prets

### Transfert

#### Arrivées
| Nom                     | Provenance/Destination | Division         | Transfert     | Réf.          |
| ----------------------- | ---------------------- | ---------------- | ------------- | ------------- |
| Mohamed Salah           | AS Rome                | Serie A          | 42 000 000 €  | [ 5 ]         |
| Dominic Solanke         | Chelsea                | Premier League   | Libre         | [ 6 ]         |
| Andrew Robertson        | Hull City              | EFL Championship | 9 000 000 €   | [ 7 ]         |
| Alex Oxlade-Chamberlain | Arsenal                | Premier League   | 38 000 000 €  | [ 8 ]         |
| Virgil van Dijk         | Southampton            | Premier League   | 84 000 000 €  | [ 9 ]         |
| Total                   | Total                  | Total            | 173 000 000 € | 173 000 000 € |

#### Départs
| Nom               | Provenance/Destination | Division         | Transfert     | Réf.          |
| ----------------- | ---------------------- | ---------------- | ------------- | ------------- |
| Alex Manninger    | -                      | -                | Retraité      | [ 10 ]        |
| Andre Wisdom      | Derby County           | EFL Championship | 2 300 000 €   | [ 11 ]        |
| Lucas Leiva       | Lazio Rome             | Serie A          | 5 700 000 €   | [ 12 ]        |
| Kevin Stewart     | Hull City              | EFL Championship | 4 500 000 €   | [ 13 ]        |
| Mamadou Sakho     | Crystal Palace         | Premier League   | 28 200 000 €  | [ 14 ]        |
| Philippe Coutinho | FC Barcelone           | LaLiga           | 160 000 000 € | [ 15 ]        |
| Total             | Total                  | Total            | 200 700 000 € | 200 700 000 € |

### En prêt
| Nom              | Provenance/Destination             | Division             | Transfert                                    | Réf.   |
| ---------------- | ---------------------------------- | -------------------- | -------------------------------------------- | ------ |
| Shamal George    | Carlisle United                    | EFL League Two       | Demi-saison                                  | [ 7 ]  |
| Jordan Williams  | Rochdale                           | EFL League One       | Demi-saison                                  | [ 7 ]  |
| Pedro Chirivella | Willem II                          | Eredivisie           | Fin de saison                                | [ 7 ]  |
| Connor Randall   | Heart of Midlothian                | Scottish Premiership | Fin de saison                                | [ 7 ]  |
| Taiwo Awoniyi    | Royal Excel Mouscron               | Jupiler Pro League   | Fin de saison                                | [ 7 ]  |
| Sheyi Ojo        | Fulham FC                          | EFL Championship     | Fin de saison                                | [ 7 ]  |
| Divock Origi     | VfL Wolfsbourg                     | Bundesliga           | Fin de saison (Option d'achat (6 000 000 €)) | [ 16 ] |
| Allan            | Apollon Limassol                   | Marfin Laiki League  | Fin de saison                                | [ 7 ]  |
| Toni Gomes       | Forest Green Rovers                | EFL League Two       | Fin de saison                                | [ 7 ]  |
| Ryan Kent        | SC Fribourg                        | Bundesliga           | Fin de saison                                | [ 7 ]  |
| Marko Grujić     | Cardiff City                       | EFL Championship     | Fin de saison                                | [ 7 ]  |
| Daniel Sturridge | West Bromwich Albion Football Club | Premier League       | Fin de saison                                | [ 17 ] |

## Maillots
Fabricant : New Balance / Sponsor principal : New Balance
| Domicile | Extérieur | Autres |

## Championnat

### Championnat d'Angleterre

#### Classement
| Rang | Équipe            | Pts | J  | G  | N  | P  | Bp | Bc | Diff | Qualification ou relégation                                      |
| ---- | ----------------- | --- | -- | -- | -- | -- | -- | -- | ---- | ---------------------------------------------------------------- |
| 2    | Manchester United | 81  | 38 | 25 | 6  | 7  | 68 | 28 | +40  | Qualification pour la phase de groupes de la Ligue des champions |
| 3    | Tottenham Hotspur | 77  | 38 | 23 | 8  | 7  | 74 | 36 | +38  | Qualification pour la phase de groupes de la Ligue des champions |
| 4    | Liverpool FC      | 75  | 38 | 21 | 12 | 5  | 84 | 38 | +46  | Qualification pour la phase de groupes de la Ligue des champions |
| 5    | Chelsea FC T C    | 70  | 38 | 21 | 7  | 10 | 62 | 38 | +24  | Qualification pour la phase de groupes de la Ligue Europa        |
| 6    | Arsenal FC S      | 63  | 38 | 19 | 6  | 13 | 74 | 51 | +23  | Qualification pour la phase de groupes de la Ligue Europa        |

### Résumé des résultats

#### Évolution du classement et des résultats
| Journée   | 01 | 02 | 03 | 04 | 05 | 06 | 07 | 08 | 09 | 10 | 11 | 12 | 13 | 14 | 15 | 16 | 17 | 18 | 19 | 20 | 21 | 22 | 23 | 24 | 25 | 26 | 27 | 28 | 29 | 30 | 31 | 32 | 33 | 34 | 35 | 36 | 37 | 38 |
| --------- | -- | -- | -- | -- | -- | -- | -- | -- | -- | -- | -- | -- | -- | -- | -- | -- | -- | -- | -- | -- | -- | -- | -- | -- | -- | -- | -- | -- | -- | -- | -- | -- | -- | -- | -- | -- | -- | -- |
| Terrain   | E  | D  | D  | E  | D  | E  | E  | D  | E  | D  | E  | D  | D  | E  | E  | D  | D  | E  | E  | D  | D  | E  | D  | E  | E  | D  | E  | D  | D  | E  | D  | E  | E  | D  | E  | D  | E  | D  |
| Résultats | N  | V  | V  | D  | N  | V  | N  | N  | D  | V  | V  | V  | N  | V  | V  | N  | N  | V  | N  | V  | V  | V  | V  | D  | V  | N  | V  |    |    |    |    |    |    |    |    |    |    |    |
| Place     | 9e | 6e | 2e | 8e | 8e | 5e | 7e | 8e | 9e | 6e | 5e | 5e | 6e | 5e | 4e | 4e | 5e | 4e | 4e | 4e | 4e | 4e | 3e | 4e | 4e | 3e | 3e |    |    |    |    |    |    |    |    |    |    |    |

Terrain : D = Domicile ; E = Extérieur.
Résultat : D = Défaite ; N = Nul ; V = Victoire.

## Compétitions

### Ligue des Champions

#### Phase des Groupes
| Rang | Équipe         | Pts | J | G | N | P | Bp | Bc | Diff |  | Résultats (▼ dom., ► ext.) |     |     |     |     |
| ---- | -------------- | --- | - | - | - | - | -- | -- | ---- |  | -------------------------- | --- | --- | --- | --- |
| 1    | Liverpool FC   | 12  | 6 | 3 | 3 | 0 | 23 | 6  | +17  |  | Liverpool FC               |     | 2-2 | 7-0 | 3-0 |
| 2    | Séville FC     | 9   | 6 | 2 | 3 | 1 | 12 | 12 | 0    |  | Séville FC                 | 3-3 |     | 2-1 | 3-0 |
| 3    | Spartak Moscou | 6   | 6 | 1 | 3 | 2 | 9  | 13 | -4   |  | Spartak Moscou             | 1-1 | 5-1 |     | 1-1 |
| 4    | NK Maribor     | 3   | 6 | 0 | 3 | 3 | 3  | 16 | -13  |  | NK Maribor                 | 0-7 | 1-1 | 1-1 |     |